# Krzysztof Rewiuk
Krzysztof Rewiuk (ur. 1974) – polski pisarz fantastyki, lekarz i wykładowca akademicki, czterokrotnie nominowany do Nagrody im. Janusza Zajdla.

## Nagrody
| Rok  | Nagroda                                               | Nominowany utwór             | Wynik     | Uwagi                                        | Źródło      |
| ---- | ----------------------------------------------------- | ---------------------------- | --------- | -------------------------------------------- | ----------- |
| 2019 | Nagroda Zajdla w kat. opowiadanie                     | Dziewczyna z papieru i ognia | nominacja | Współautorem tekstu jest Krzysztof Matkowski | [ 2 ]       |
| 2020 | Nagroda Zajdla w kat. opowiadanie                     | Al                           | nominacja |                                              | [ 3 ] [ 4 ] |
| 2020 | Nagroda Zajdla w kat. opowiadanie                     | Córka poławiacza żachw       | nominacja |                                              | [ 3 ] [ 4 ] |
| 2020 | Nagroda Zajdla w kat. opowiadanie                     | Święci z Vukovaru            | wygrana   | Współautorem tekstu jest Krzysztof Matkowski | [ 3 ] [ 4 ] |
| 2025 | Nagroda „Nowej Fantastyki” w kat. Polska Książka Roku | Olvido                       | nominacja |                                              | [ 5 ]       |
| 2025 | Nagroda im. Macieja Parowskiego                       | -                            | wygrana   |                                              | [ 6 ]       |
| 2025 | Śląkfa w kat. Twórca Roku                             | -                            | nominacja | Nominowała Helena Strokowska                 | [ 7 ]       |

## Twórczość

### Powieści
- Olvido, wyd. Stalker Books, 2024, ISBN 978-83-67223-73-7

### Opowiadania
- Życie Lothara Greinholtza, „Creatio Fantastica” 2 (57) 2017
- Nić Ariadny, Magazyn „Silmaris” 1 (8) 2018
- Na obraz i podobieństwo, antologia Fantazmaty tom I, Fantazmaty 2018
- Elegia na śmierć ptaka dodo, Magazyn „Silmaris” 3 (10) 2018
- O niezwykłem przypadku rośnięcia włosów po śmierci, „Histeria” 1 (30) 2019
- Co dwie głowy, to nie jedna, antologia Dragoneza, Fantazmaty 2019
- Der Fischerkönig, antologia Ja, legenda, Fantazmaty 2019
- Świerszcze i gwiazdy, antologia Sny umarłych. Polski rocznik weird fiction 2020, Phantom Books 2020
- Święci z Vukovaru, „Nowa Fantastyka” 10 (457) 2020 z K. Matkowski
- Córka poławiacza żachw, antologia Weird fiction po polsku. Tom 1, Phantom Books 2020
- Al, antologia Zbrodnia doskonała, Fantazmaty 2020
- Transformacja Jessiego Lorentza, antologia Świętologia, Wydawnictwo IX 2020
- Jeden kamień, antologia Granice Nieskończoności, Zapomniane Sny 2021
- Legenda o Sławku Popromiennym, antologia Neolegendy krakowskie, Stalker Books 2021
- Obrazki z wymiany, antologia ebook 24.02.2022, Wydawnictwo IX 2022
- Xanadu, „Horyzont zderzeń fantastycznych” Nr 0 2022
- Madonna z UFO. Palimpsest Światła na niebie 2022
- Góry Maxwella na Ziemi Isztar, 2023 Wenus. Antologia
- Na oczy królewny wenusjańskiej, która była za Bolkiem, księciem piastowskim, obranym potym Cesarzem Wszechgwiezdnym 2023 Wenus. Antologia
- Zimno, ciepło, gorąco, „Nowa Fantastyka” 09 (492) 2023
- Nasza jest noc, czyli Pierwsza Koniunkcja Brajana, „Horyzont zderzeń fantastycznych” Nr 1/2023
- Obserwatorzy, antologia  Epidemie, 2023
- Cymierman, Sny umarłych. Polski rocznik weird fiction 2023
- First we take Manhattan, NanoFantazje 3.0
- Kształt wszystkiego, Rocznik Fantastyczny 2023
- Omiros, „Nowa Fantastyka” 12 (507) 2024
- Sześć morskich śmierci z Eudory, Odmęt. Antologia morska 2024
- S.E.N.I.O.R,  „Nowa Fantastyka” 04 (511) 2025